# Staw łokciowy

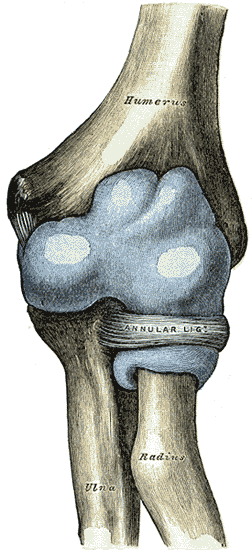
Staw łokciowy, widok od przodu

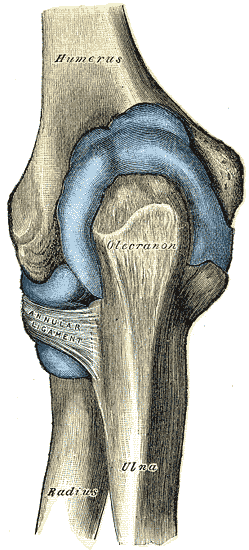
Staw łokciowy, widok od tyłu

Staw łokciowy (łac. articulatio cubiti), pot. łokieć – w anatomii człowieka staw łączący ramię z przedramieniem.
Można go zakwalifikować do typu stawu zawiasowo-obrotowego, dwuosiowego. Jest stawem złożonym z trzech połączeń objętych wspólną torebką stawową. Część ramienno-łokciowa (staw zawiasowy) i ramienno-promieniowa (staw kulisty) stawu łokciowego stanowi funkcjonalnie jedną część, odbywa się tu zginanie i prostowanie. Połączenie promieniowo-łokciowe, zwane stawem promieniowo-łokciowym bliższym, należy do stawów typu obrotowego i jest czynnościowo niezależne od poprzednich. Mogą się tu odbywać ruchy nawracania i odwracania przedramienia z ręką przy udziale stawu promieniowo-łokciowego dalszego.
Staw łokciowy tworzą trzy pary powierzchni stawowych:
1. część ramienno-łokciową tworzy powierzchnia stawowa bloczka kości ramiennej i wcięcie bloczkowe kości łokciowej;
2. część ramienno-promieniowa zbudowana jest przez powierzchnię stawową główki kości ramiennej i dołek stawowy głowy kości promieniowej;
3. część promieniowo-łokciowa utworzona jest przez wcięcie promieniowe kości łokciowej z obwodem stawowym głowy kości promieniowej.

Torebka stawowa jest gruba i napięta po stronie bocznej i przyśrodkowej, gdzie jest też wzmocniona silnymi więzadłami, zaś obszerna i cienka od przodu i tyłu.